# 제2공병여단 (대한민국)
제2공병여단(第二工兵旅團)은 대한민국 육군 제2군단의 공병여단이다.

## 같이 보기
- 제2군단 (대한민국)